# 太平郡
太平郡，中国南北朝时设置的郡。
北魏孝昌元年（525年）置太平郡，属朔州（原怀朔镇）。治所在太平县，下辖太平县、太清县、永宁县，大约在今内蒙古自治区包头市一带。次年，内迁至并州境内，在今山西寿阳县北。北齐在马邑重设朔州，下辖神武郡，神武郡改置太平郡，治所在神武县，辖境相当今山西省神池县东北、宁武县东北、山阴县东南一带。北周灭北齐后废除。